# Stazione meteorologica di Savogna Montemaggiore
La stazione meteorologica di Savogna Montemaggiore è la stazione meteorologica di riferimento relativa all'omonima località del territorio comunale di Savogna.

## Coordinate geografiche
La stazione meteo si trova nell'Italia nord-orientale, in Friuli-Venezia Giulia, in provincia di Udine, nel comune di Savogna, in località Montemaggiore, a 954 metri s.l.m. e alle coordinate geografiche 46°12′N 13°32′E.

## Dati climatologici
In base alla media trentennale di riferimento 1961-1990, la temperatura media del mese più freddo, gennaio, si attesta a -0,6 °C; quella del mese più caldo, luglio, è di +17,4 °C .
| Savogna Montemaggiore | Mesi | Mesi | Mesi | Mesi | Mesi | Mesi | Mesi | Mesi | Mesi | Mesi | Mesi | Mesi | Stagioni | Stagioni | Stagioni | Stagioni | Anno |
| Savogna Montemaggiore | Gen  | Feb  | Mar  | Apr  | Mag  | Giu  | Lug  | Ago  | Set  | Ott  | Nov  | Dic  | Inv      | Pri      | Est      | Aut      | Anno |
| --------------------- | ---- | ---- | ---- | ---- | ---- | ---- | ---- | ---- | ---- | ---- | ---- | ---- | -------- | -------- | -------- | -------- | ---- |
| T. max. media (°C)    | 2,3  | 3,8  | 7,0  | 10,7 | 14,6 | 18,7 | 21,5 | 21,4 | 17,8 | 12,5 | 7,2  | 3,8  | 3,3      | 10,8     | 20,5     | 12,5     | 11,8 |
| T. min. media (°C)    | −3,6 | −2,4 | 0,2  | 3,8  | 7,8  | 11,0 | 13,2 | 13,1 | 10,7 | 6,0  | 1,7  | −1,6 | −2,5     | 3,9      | 12,4     | 6,1      | 5,0  |